# مهمانی ۲
مهمانی ۲ (به انگلیسی: La Boum 2) فیلمی محصول سال ۱۹۸۲ و به کارگردانی کلود پینوتو است. در این فیلم بازیگرانی همچون کلود براسر، بریژیت فوسی، آنت پوآور، سوفی مارسو، لمبرت ویلسون، زابو بریتمن و پی‌یر کوسو ایفای نقش کرده‌اند.
این فیلم دنبالهٔ فیلم مهمانی می‌باشد.